# Aeropuerto de Wainwright
El Aeropuerto de Wainwright (IATA: AIN, OACI: PAWI, FAA LID: AWI) (anteriormente 5WW) es un aeropuerto público ubicado en Wainwright, una ciudad en el estado de Alaska. Es propiedad de North Slope Borough.

## Instalaciones y aeronaves
El Aeropuerto de Wainwright tiene una pista (05/23) con superficie de grava de 4.494 x 90 ft. (1.370 x 27 m). En los doce meses previos al 31 de diciembre de 2005, el aeropuerto tuvo 1.100 operaciones, una media de tres al día: 73% ejecutivo y 27% aviación general.